# Barrage d'Ingouri
Le barrage d'Ingouri est un barrage en Géorgie construit sur l'Ingouri. 
Avec ses 271,5 m, il est l'un des plus hauts du monde. Il est situé dans la ville de Djvari. Le barrage d'Ingouri est associé à une centrale hydroélectrique d'une puissance de 1 375 MW pour une production annuelle de 4,5 milliards de kWh.
Les installations sont pour partie sur le territoire de la Géorgie et pour partie sur celui de l’Abkhazie. Malgré le conflit qui les oppose, les deux pays[pas clair] coopèrent pour l’exploitation de la centrale hydroélectrique et se partagent la production électrique à raison de 60 % pour la Géorgie et de 40 % pour l’Abkhazie.